# Sardinella marquesensis
Sardinella marquesensis (sardinela de las Marquesas) es una especie de pez de la familia Clupeidae en el orden de los Clupeiformes.

## Morfología
Los machos pueden alcanzar 16 cm de longitud total.

## Hábitat
Es un pez de mar y, pelágico

## Distribución geográfica
Es un endemismo de las Islas Marquesas y ha sido introducido en las Islas Hawái.

## Costumbres
Forma bancos en las aguas costeras.

## Observaciones
Es utilizado como cebo para pescar  atunes.